# Jo sóc la justícia 2
Jo soc la justícia 2 (títol original: Death Wish 4: The Crackdown) és una pel·lícula policíaca estatunidenca dirigida per J. Lee Thompson el 1987. Ha estat doblada al català

## Argument
Paul Kersey ha reprès la seva vida com a arquitecte a Los Angeles. Viu un amor com no s'ho pensava amb la periodista Karen Sheldon i la seva filla Erica Sheldon, que omplen el profund buit deixat per la seva dona i la seva filla totes dues mortes temps enrere. Però el que Paul no sap pas és que Erica és una jove que es  droga, que acaba per sucumbir després d'una sobredosi deguda a un producte desconegut. Anant als llocs on Erica comprava la seva droga, Kersey aconsegueix matar el traficant. Un temps després, és contactat per Nathan White un ric home de negocis que ha viscut una experiència idèntica, que li confessa el seu desig de posar fora de joc els càrtels de la droga de Los Angeles, i impedir  la mort de nombrosos altres joves drogats. Per això li proposa proporcionar-li tot el material que pot necessitar i li fa arribar tots els informes sobre els revenedors de drogues i els seus caps.
Paul accepta i es posa a continuació a treballar en una nova croada expeditiva i una guerra de bandes coberta de cadàvers...

## Repartiment
- Charles Bronson: Paul Kersey
- Kay Lenz: Karen Sheldon
- Dana Barron: Erica Sheldon
- John P. Ryan: Nathan White
- Perry Lopez: Ed Zacharias
- Danny Trejo: Art Sanella

## Saga del justicier
- 1974 : Death Wish de Michael Winner
- 1982 : 'El justicier de la nit (Death Wish II) de Michael Winner
- 1985 : Death Wish 3 de Michael Winner
- 1987 : Jo soc la justícia 2 (Death Wish 4: The Crackdown) de J. Lee Thompson
- 1994 : Death Wish V: The Face of Death d'Allan A. Goldstein